# Run Baby Run (película)
Run Baby Run es una película ghanesa de acción de 2006 dirigida por Emmanuel Apea. Está protagonizada por John Apea, Evelyn Addo, Fred Johnson, Collins Agyeman Sarpong y Kofi Bucknor. Recibió ocho nominaciones y ganó cuatro de ellas en los Premios de la Academia del Cine Africano 2008, incluidos las categorías Mejor Película, Mejor Director y Mejor Guion.

## Sinopsis
Enoch Sarpong Jr., un estudiante ghanés que vive en el Reino Unido, recibe la visita de su hermana pequeña, que ha recogido por error la maleta equivocada en el aeropuerto. La maleta contiene una gran cantidad de cocaína. Enoch decide vender las drogas, sin embargo, los verdaderos dueños de las drogas pronto se encuentran con él y lo persiguen por todo el Reino Unido y Ghana.

## Elenco
- John Apea como Enoch Sarpong Jr.
- Evelyn Addo como Nina
- Fred Johnson como Gator
- Collins Agyeman Sarpong como Cephas
- Kofi Bucknor como Topp Dogg
- Kojo Dadson como Enoch Sarpong Snr